# Lake Malawi
A Lake Malawi egy  cseh indie pop együttes. Ők képviselték Csehországot a 2019-es Eurovíziós Dalfesztivál, Tel-Avivban, a Friend of a Friend (magyarul: Egy barát barátja) című dallal.

## Pályafutás
Az együttest Albert Černý alapította 2013-ban, Třinecben, miután egy korábbi zenekara feloszlott. 2015-ben megjelentették a We Are Making Love Again című számukat, majd 2017-ben debütált stúdióalbumuk, a Light of by Light. Az együttes 2019-ben jelentkezett a cseh eurovíziós nemzeti döntőre, a Eurovision Song CZ-re, amit végül sikerült megnyerniük, így ők képviselik hazájukat a 2019-es Eurovíziós Dalfesztiválon, Tel-Avivban.
2022. április 22-én megjelent az akkori cseh eurovíziós képviselővel, a We Are Domival közös daluk, a High-Speed Kissing.

## Tagok
- Albert Černý (2013– ) – vokál, gitár, billentyű
- Jeroným Šubrt (2013– ) – basszusgitár, billentyű
- Antonín Hrabal (2016– ) – dob

### Korábbi tagok
- Pavel Palát (2013–16) – dob
- Patrick Karpentski (2013–17) – gitár

## Diszkográfia

### Stúdióalbumok
- Surrounded by Light (2017)

### Középlemezek
- We Are Making Love Again (2015)

### Kislemezek
- Always June (2014)
- Not My Street (2017)
- Bottom of the Jungle (2017)
- Friend of a Friend (2019)
- Stuck In the 80's (2019)
- Lucy (2020)
- Shaka Zulu (2021)
- Spinning (2022)

### Közreműködések
- Gold (2020, Klára Vytisková)
- High-Speed Kissing (2022, We Are Domi)